# Salomona sparsa
Salomona sparsa är en insektsart som först beskrevs av Walker, F. 1869.  Salomona sparsa ingår i släktet Salomona och familjen vårtbitare. Inga underarter finns listade i Catalogue of Life.